# Козин (Обуховский район)
Кози́н (укр. Козин) — посёлок в Обуховском районе Киевской области Украины, административный центр Козинской поселковой общины.
Посёлок иногда включают в состав района Конча-Заспа.

## Географическое положение
Расположен на равнинной местности на берегах Днепра и речки Козинки, в 25 километрах от центра Киева и в 15 км от районного центра — города Обухова. Ближайшая железнодорожная станция Новые Безрадичи находится в 8 км от посёлка.

## История
Козин известен с 1000 года.
История поселка начинается с появлением в XI веке. нескольких хуторов, основавших в те далекие времена монахи Киево-Печерской Лавры. Около одного из них, а именно хутора Монашеского в поздние годы селились переселенцы из других мест, которые искали лучшей судьбы здесь на приднепровских свободных землях.
До 1787 года Козин в качестве хутора принадлежал Киево-Печерской Лавре. Следующие годы Козин упоминается как «деревня Велико-Дмитровской волости, Киевского уезда». В материалах центрального архивного фонда читаем: «Деревня Козин (Казённая). В ней дворов 157, жителей всего 815 человек; из них мужчин – 427, женщин – 388. Главное занятие жителей – хлебопашество, некоторые же крестьяне отправляются на заработки, главным образом, в Киев».
В 1900 году в Козине было открыто одноклассное народное училище Министерства народного просвещения. В 1903 году была построена первая школа. С 1918 по 1920 годы в селе действовал ревком. В 1920 году был образован сельский совет. Первым ее председателем Бутенко Андриан Андреевич. До образования колхоза основным видом занятий козинцев было рыболовство.
С 2024 года население составляет 3123 человека

## Гидрогеологические особенности
Из всех доступных в данной локации водоносных горизонтов единственным на 100 % защищённым от поверхностных загрязнений является водоносный горизонт юрских отложений. Скважины, пробурённые на него, имеют глубины порядка 170—190 м.

## Известные люди
В посёлке похоронен Соловьяненко, Анатолий Борисович — Герой Украины.